# Roseraie de Cologne

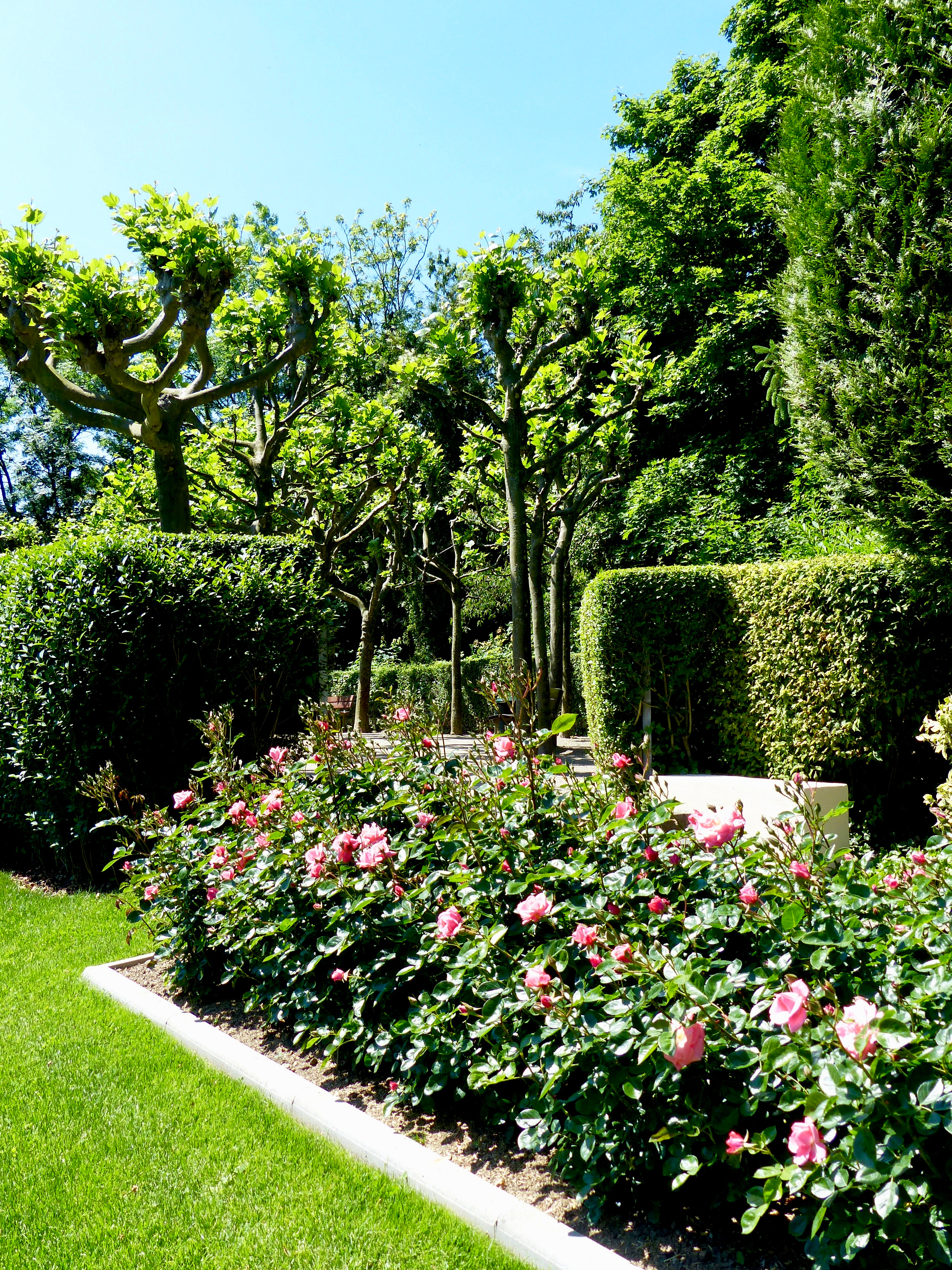
Parterre de roses au nord-est de la roseraie.

La roseraie de Cologne (nom officiel : Rosengarten der Stadt Köln, Roseraie de la Ville de Cologne) est une roseraie située à Cologne en Allemagne à l'emplacement de l'ancien fortin X des fortifications de la ville dans le quartier de Neustadt-Nord.

## Histoire

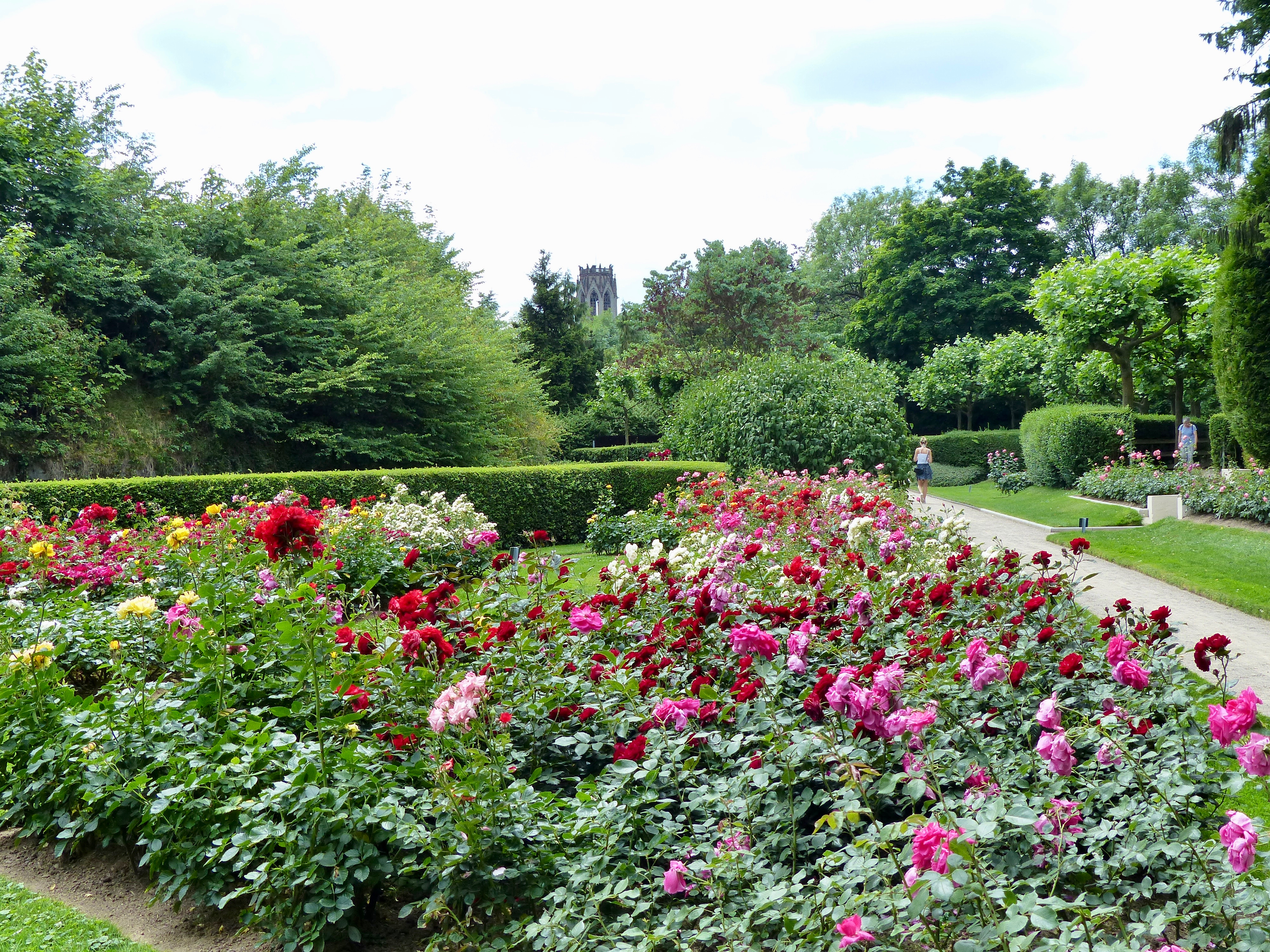
Vue de la roseraie ; au fond l'église Sainte-Agnès.

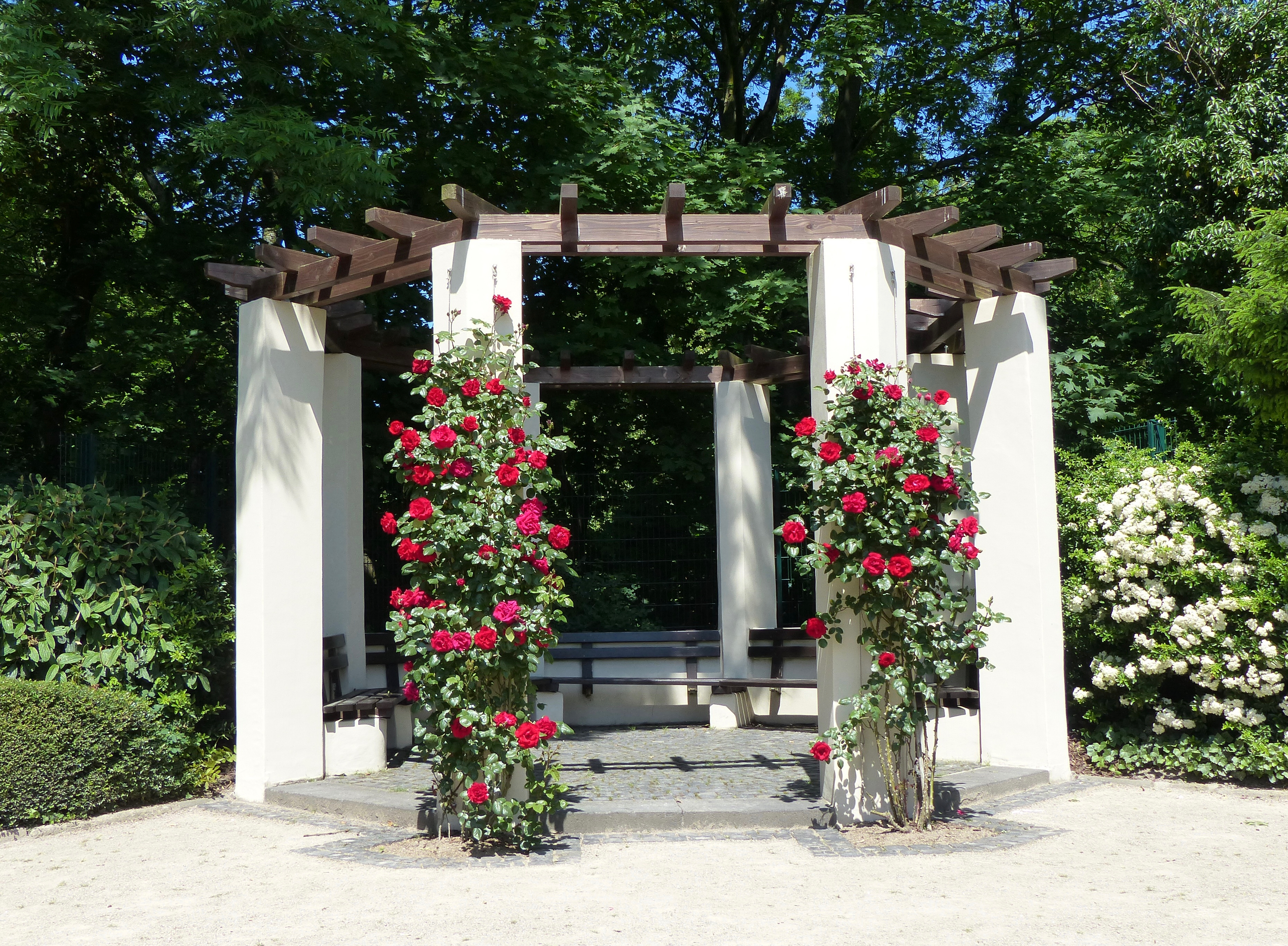
Vue du pavillon des roses.

Le fortin n° X est construit de 1819 à 1825 pour renforcer les remparts médiévaux de Cologne. Ceux-ci sont démolis en 1881 et les différentes fortifications servent à divers usages. Elles sont sévèrement endommagées pendant la guerre de 1914-1918. En 1919, le conseil municipal prend la décision de démolir le fortin X et de remanier les lieux selon le projet de Fritz Encke. Des rangées de platanes sont plantées le long des murs d'enceinte et les travaux qui durent jusqu'en 1925 donnent naissance à une roseraie. Il construit aussi au nord un petit pavillon de roses rappelant une pergola et plante des arbres dans les anciennes douves. La roseraie est bombardée à la fin de la Seconde Guerre mondiale et reconstruite dans les années 1960.
Le 19 juin 2008, le parc alentour et la roseraie de Cologne sont intégrés dans le nouveau parc Hilde-Domin, baptisé en l'honneur de la cantatrice Hilde Domin, née en 1909 près du parc.

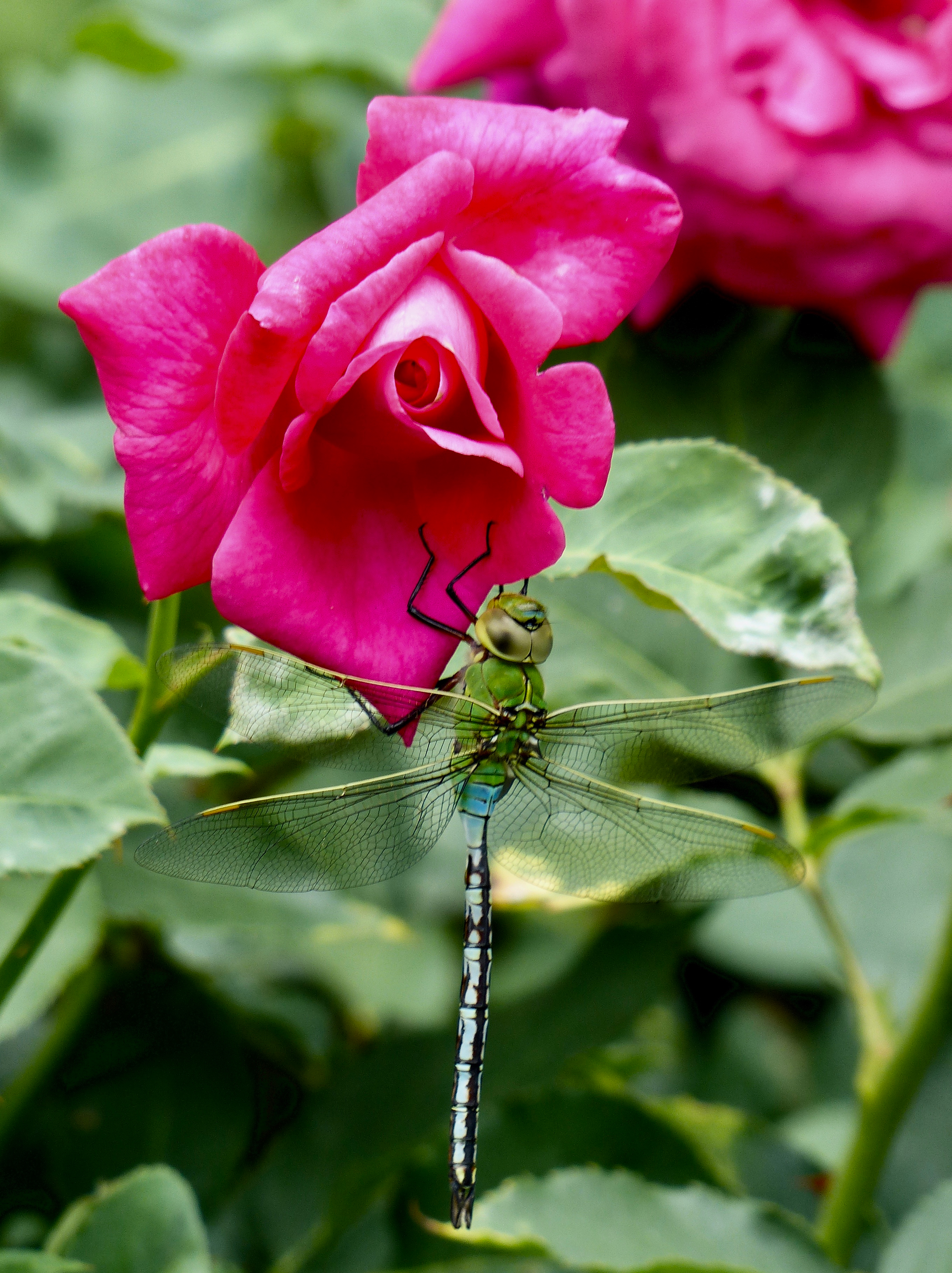
Rose ‘Peter Frankenfeld’

La roseraie est restaurée en 2012-2013.

## Variétés
La roseraie présente plus de soixante-dix variétés de roses modernes issues pour la plupart de la maison Kordes, et faisant partie surtout des floribundas et des hybrides de thé. Parmi celles-ci :
- 'Aachener Dom' (hybride de thé)
- 'Alabaster' (floribunda)
- ‘Ave Maria’ (hybride de thé)
- 'Bella Weiß' (floribunda)
- ‘Blue River' (hybride de thé)
- ‘Double Delight’ (hybride de thé)
- ‘Duftwolke’ (hybride de thé)
- ‘Pierre de Ronsard’
- ‘Goldmarie’ (floribunda)
- ‘Gräfin Sonja’ (hybride de thé)
- ‘Händel’ (floribunda)
- ‘Hamburger Dern’ (hybride de thé)
- ‘Harmonie’ (hybride de thé)
- ‘Lavaglut’ (floribunda)
- ‘Peter Frankenfeld’ (hybride de thé)
- ‘Rugelda’ (hybride de thé)
- ‘Speelwork’ (hybride de thé)
- ‘Trier 2000’ (floribunda)
- 'Ulmer Münster'

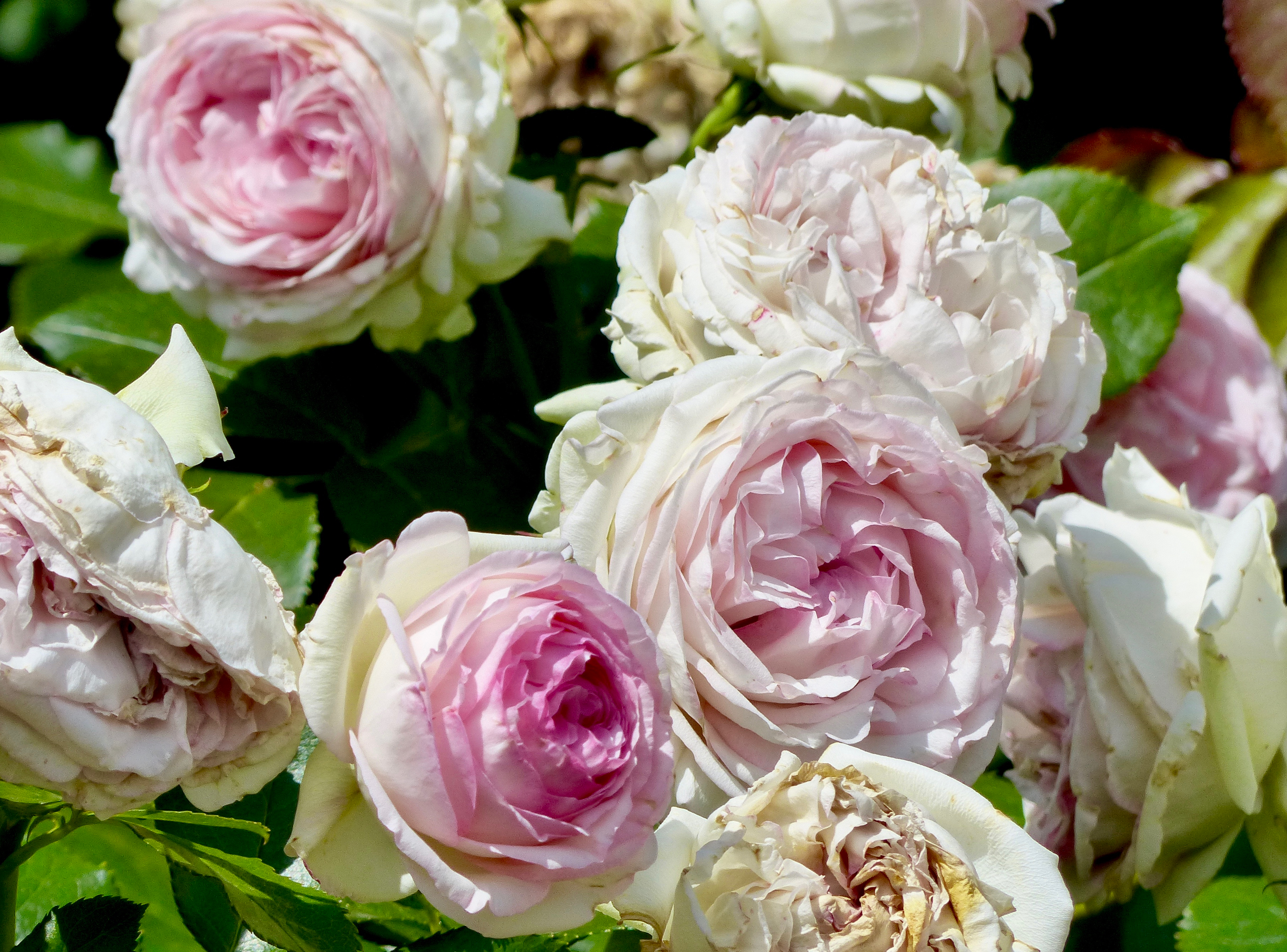
Rose ‘Pierre de Ronsard'
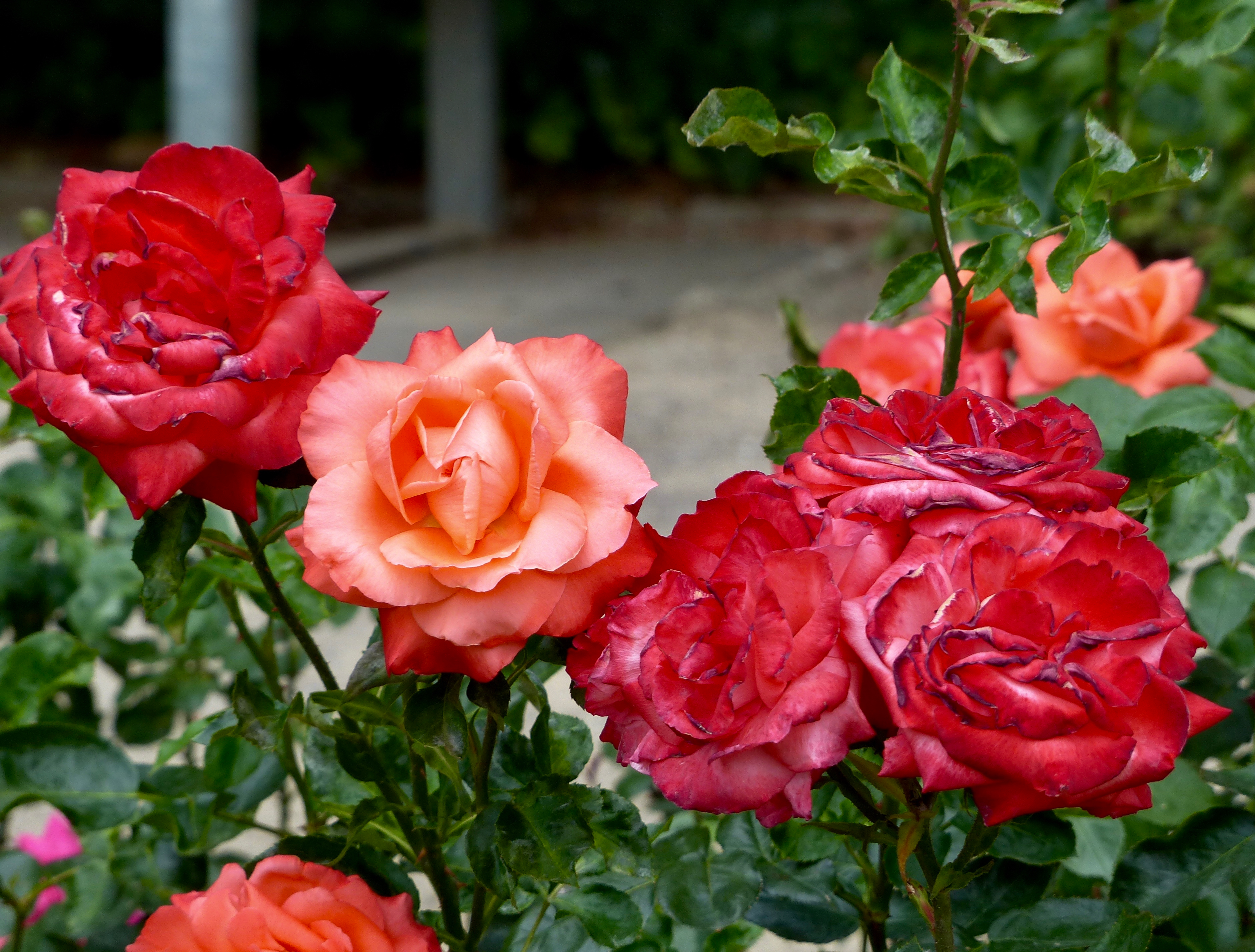
Rose ‘Ave Maria'
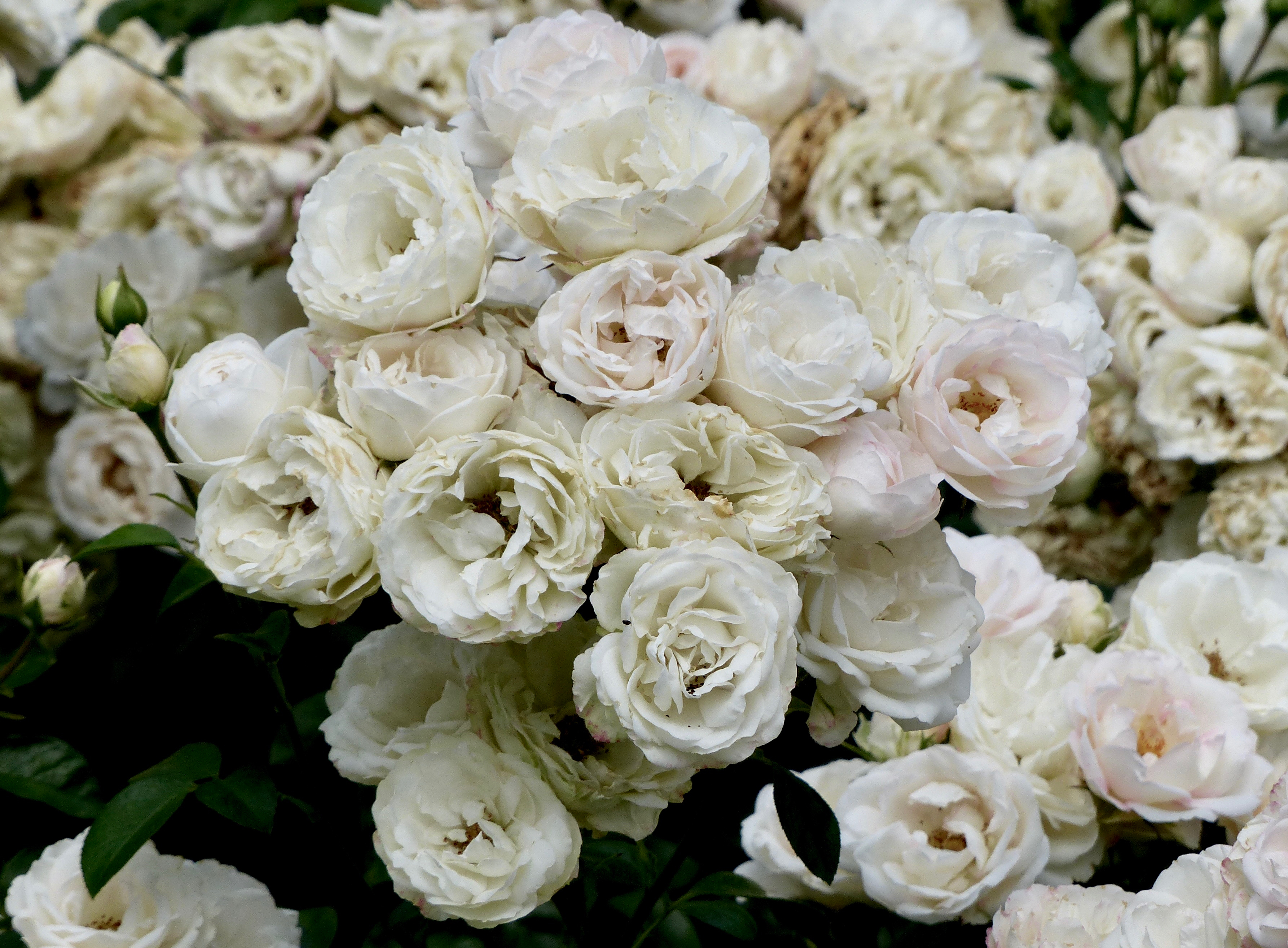
Rosae 'Bella Weiss'
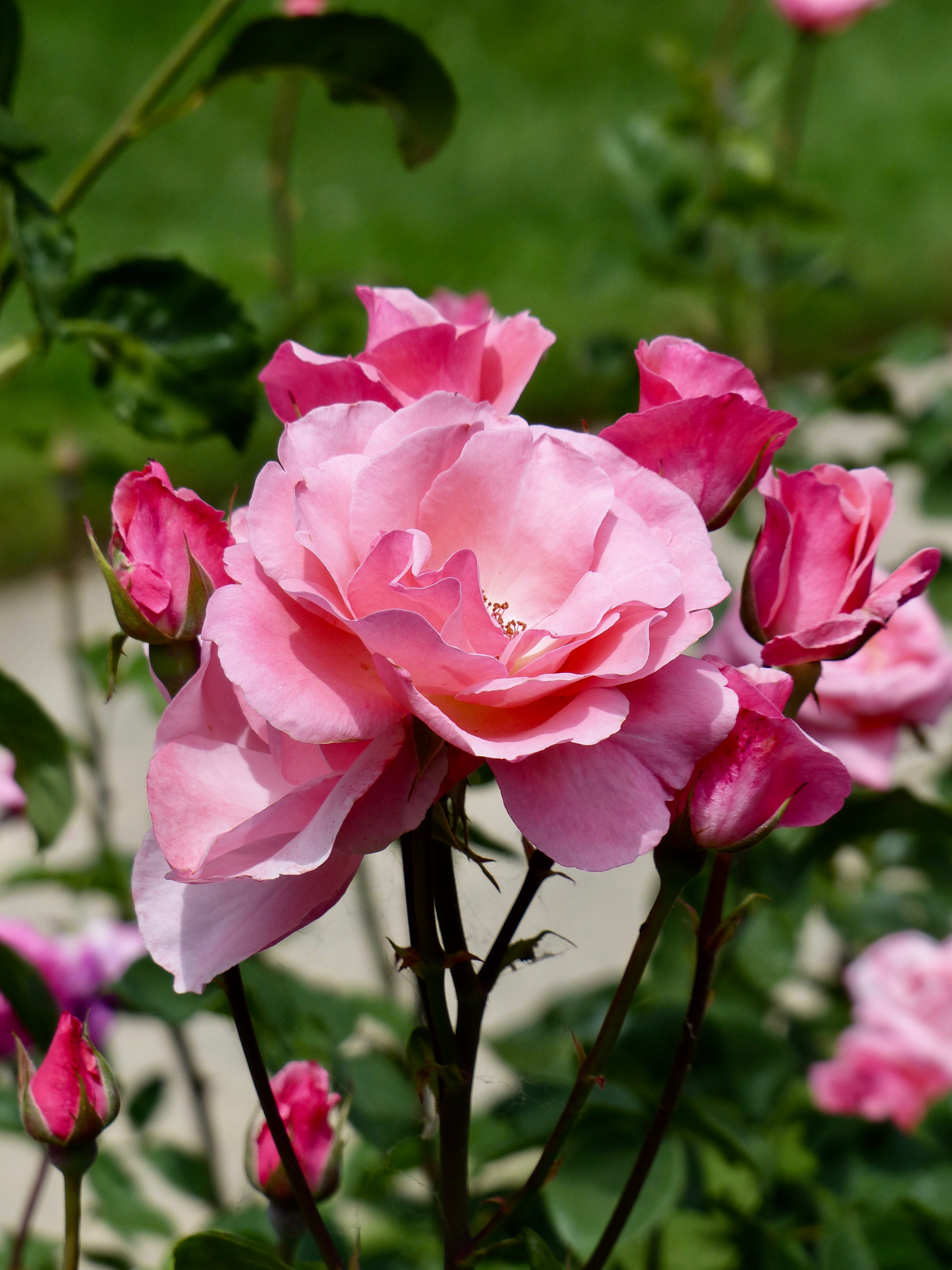
Rose ‘Rosenprofessor Sieber'
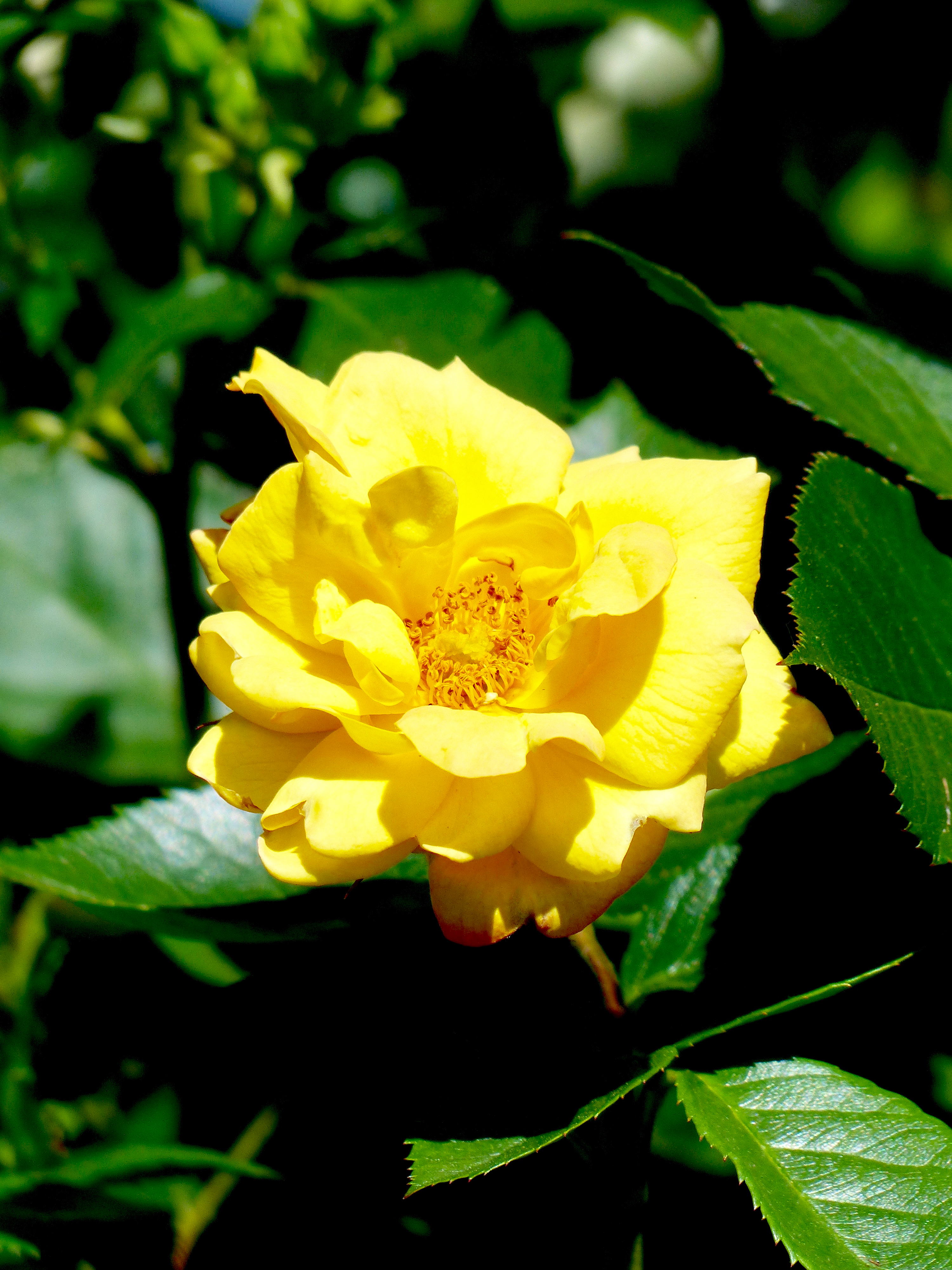
Rose 'Goldmarie'
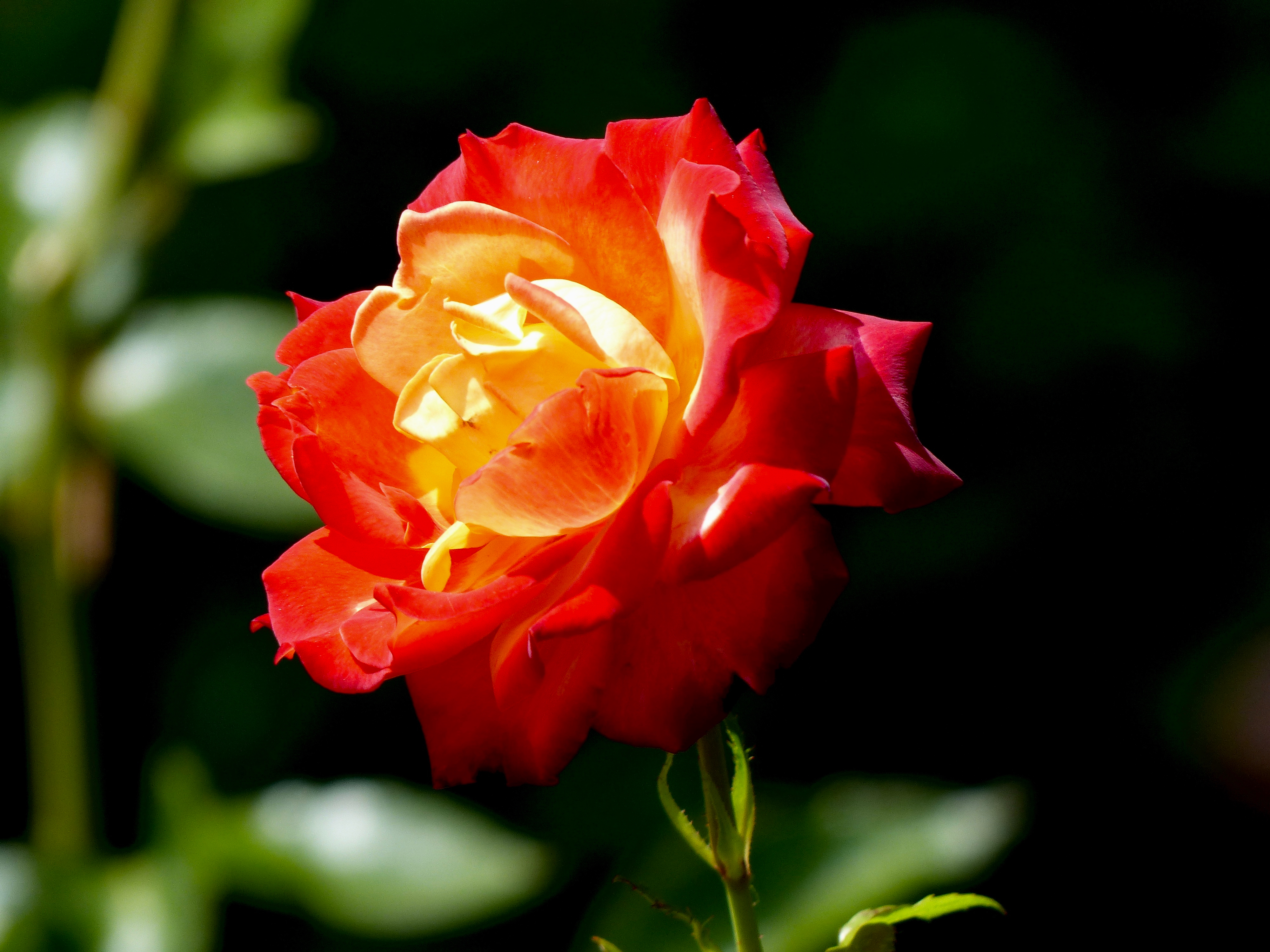
Rose 'Speelwork'
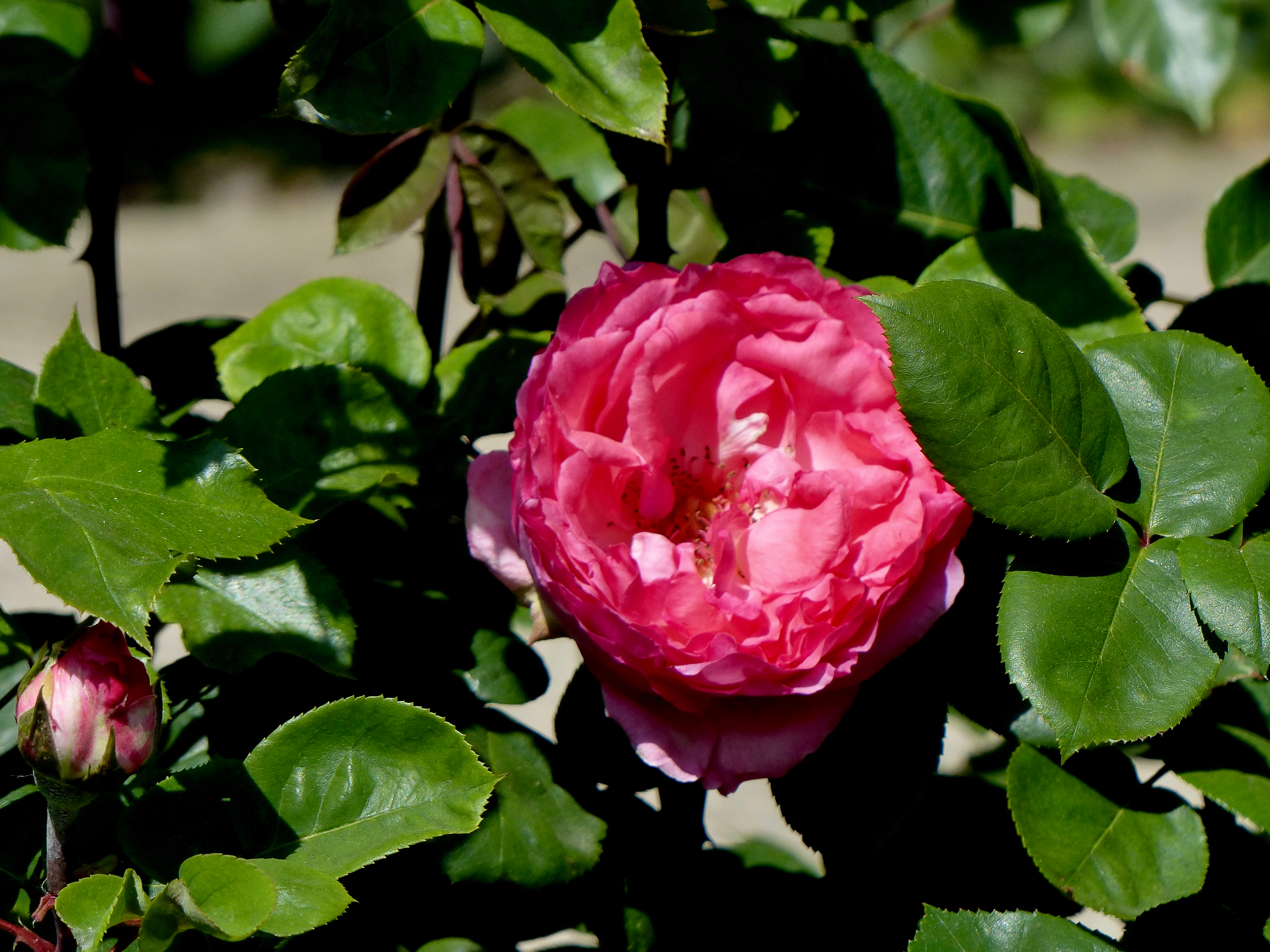
Rose 'Aachener Dom'